# پنجاه و یکمین مراسم گلدن گلوب
پنجاه و یکمین مراسم گلدن گلوب (به انگلیسی: 51th Golden Globe Awards) به افتخار بهترین فیلم و تلویزیون سال ۱۹۹۳ در ۲۲ ژانویه سال ۱۹۹۴ در لس آنجلس کالیفرنیا برگزار شد.

## برندگان و نامزدها

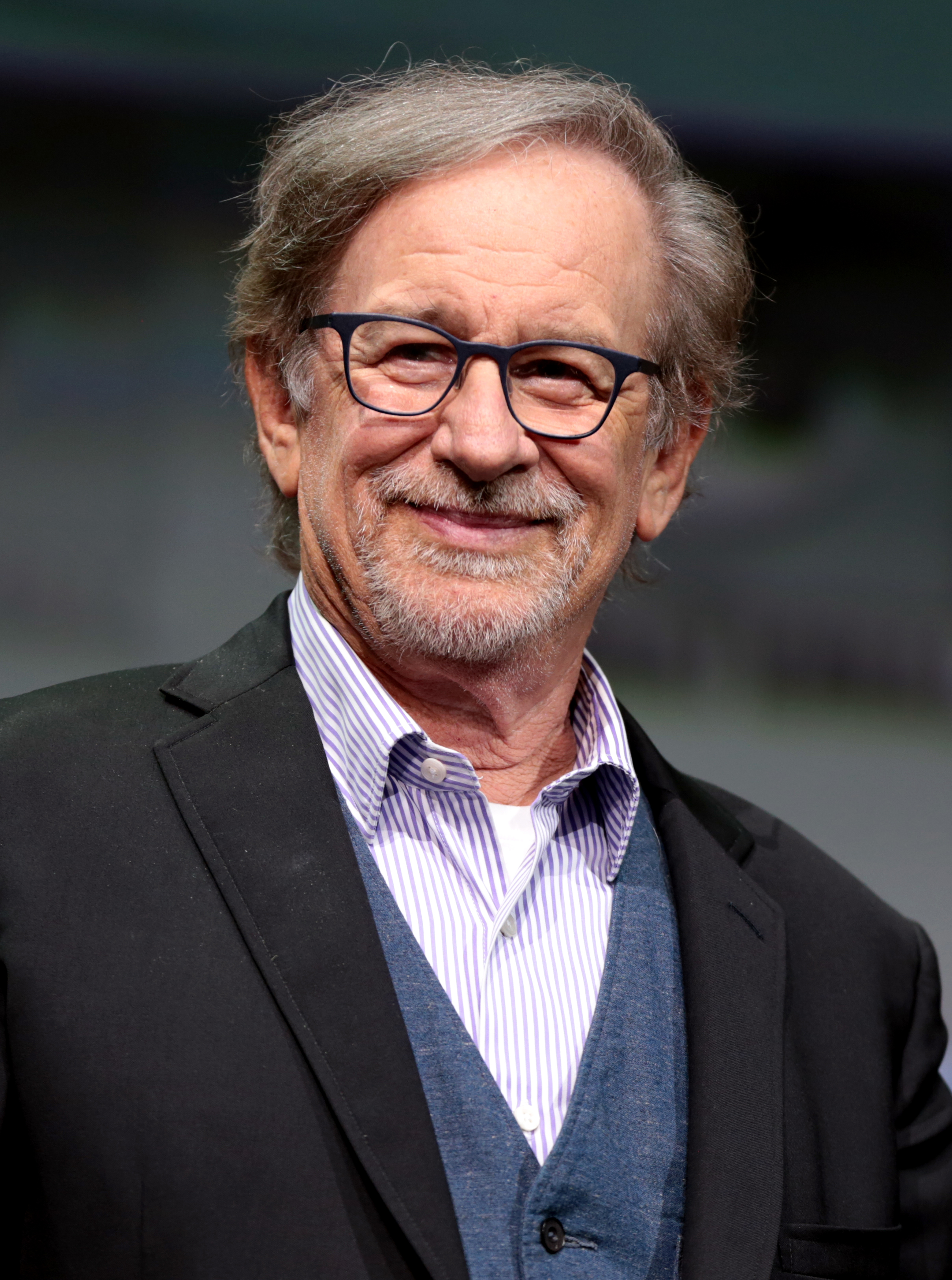
استیون اسپیلبرگ — Best Director, winner

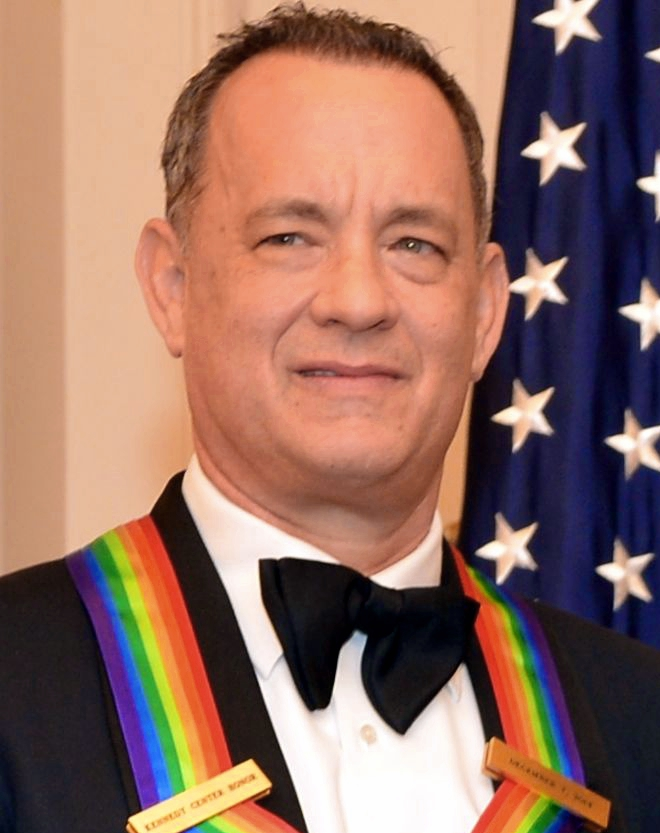
تام هنکس — Best Actor in a Motion Picture, Drama winner

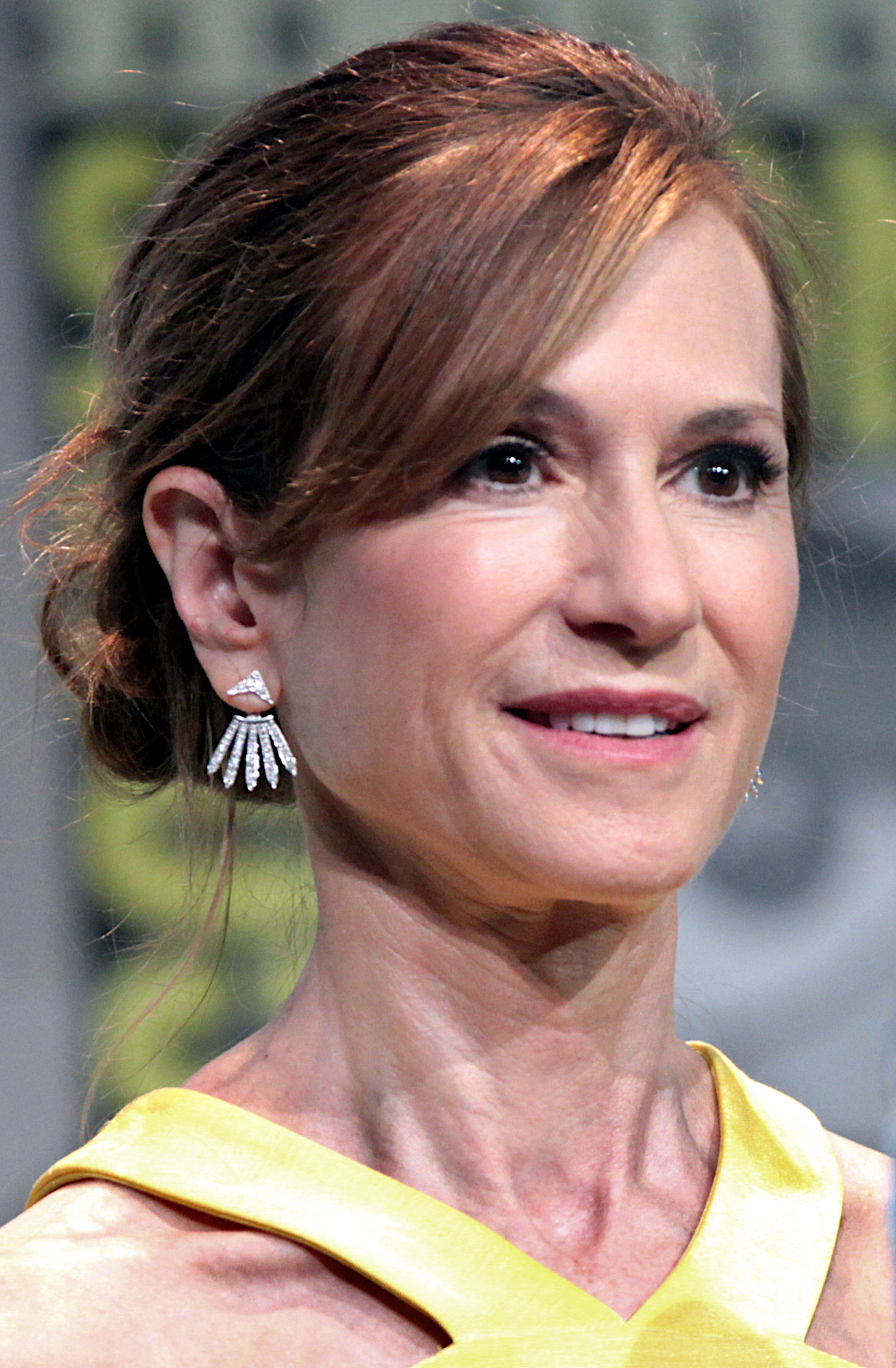
هالی هانتر — Best Actress in a Motion Picture, Drama winner

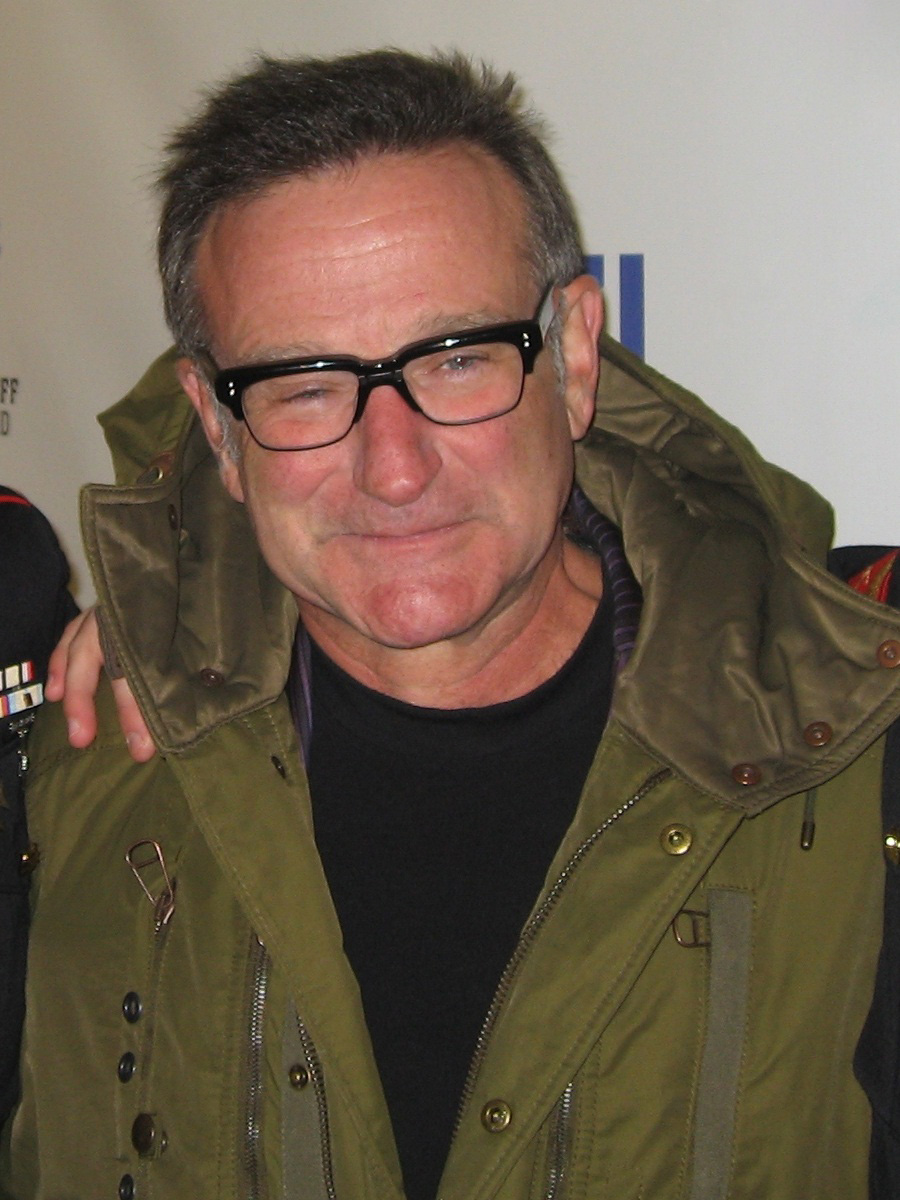
رابین ویلیامز — Best Actor in a Motion Picture, Musical or Comedy winner

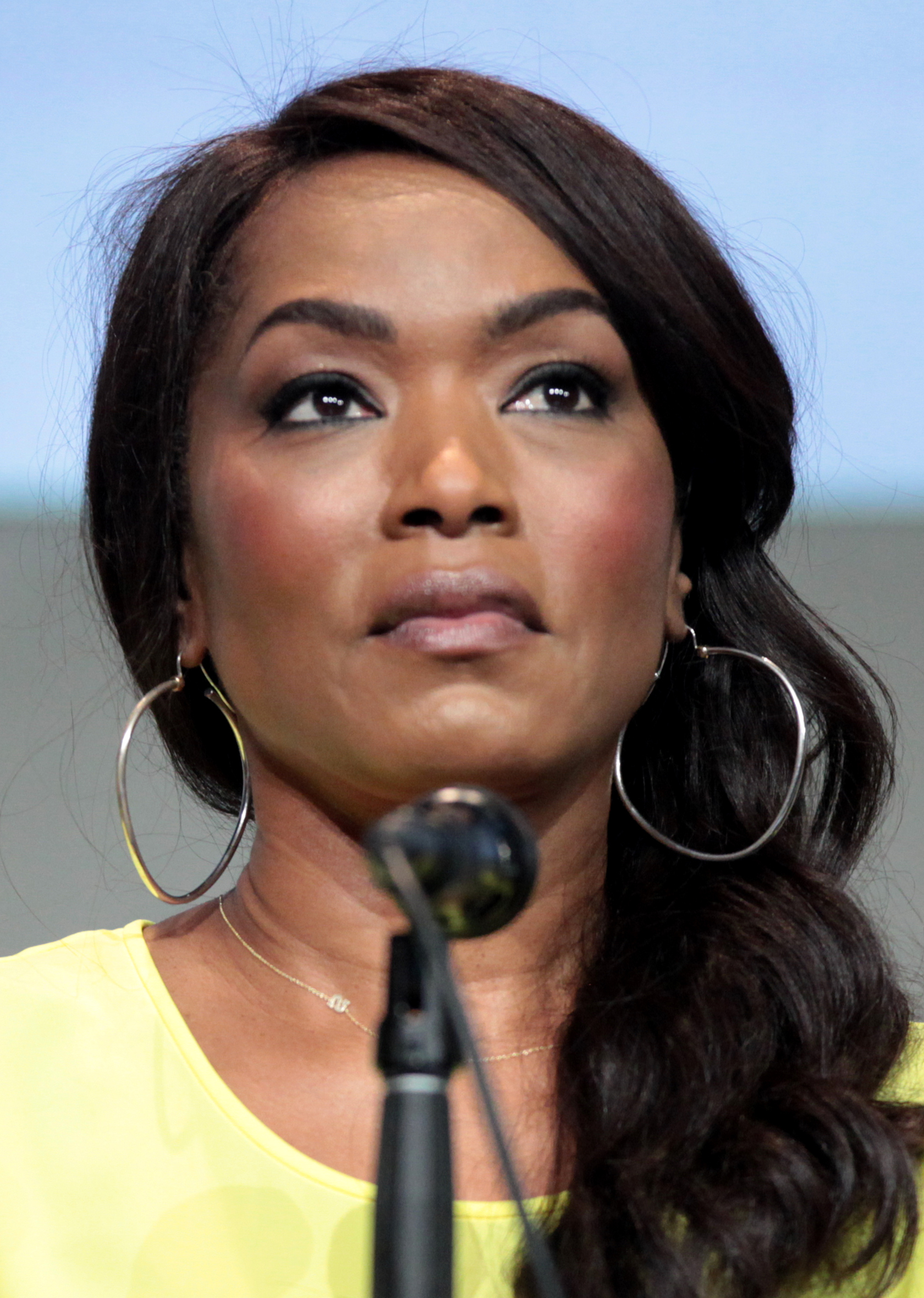
آنجلا باست — Best Actress in a Motion Picture, Comedy or Musical winner

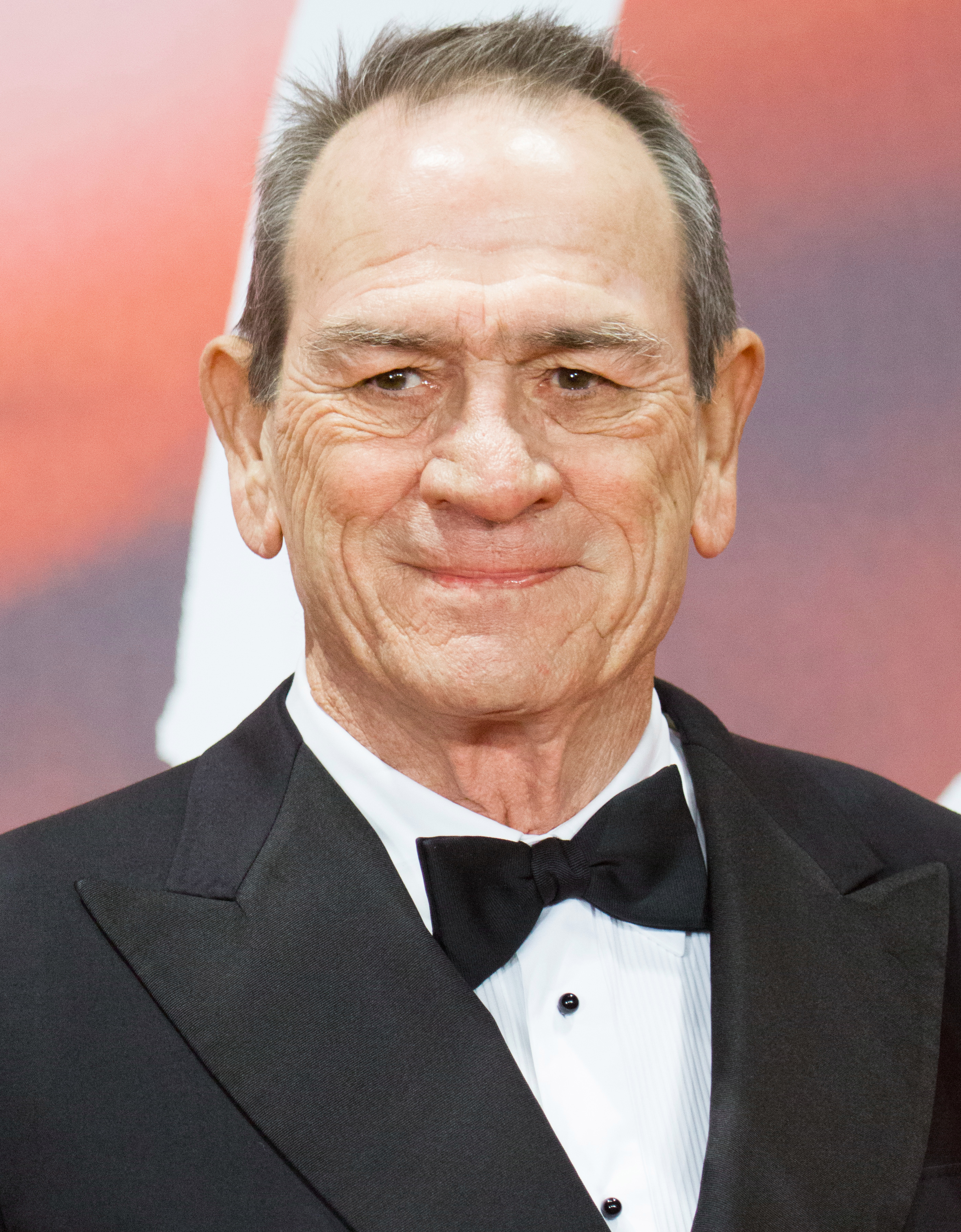
تامی لی جونز — Best Supporting Actor in a Motion Picture Drama, Musical or Comedy winner

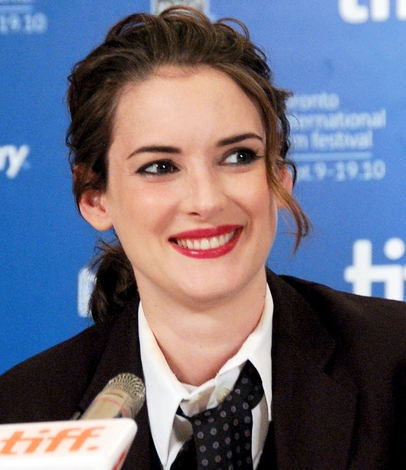
وینونا رایدر — Best Supporting Actress in a Motion Picture Drama, Musical or Comedy winner

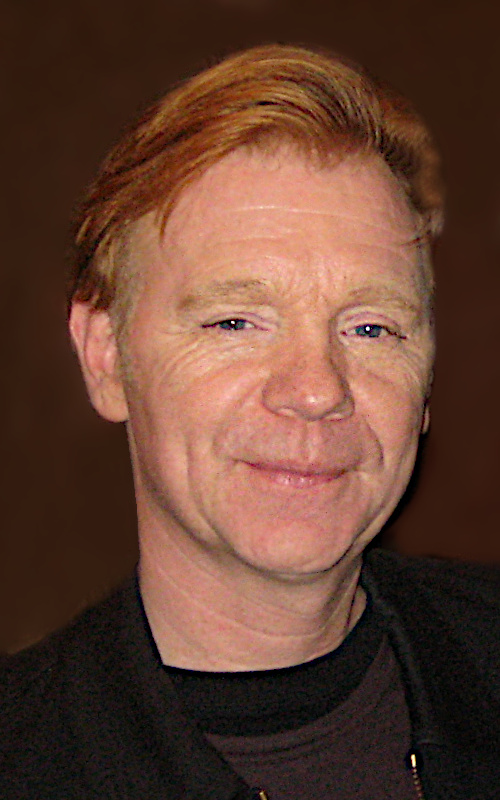
دیوید کاروسو — Best Actor in a Television Series, Drama winner

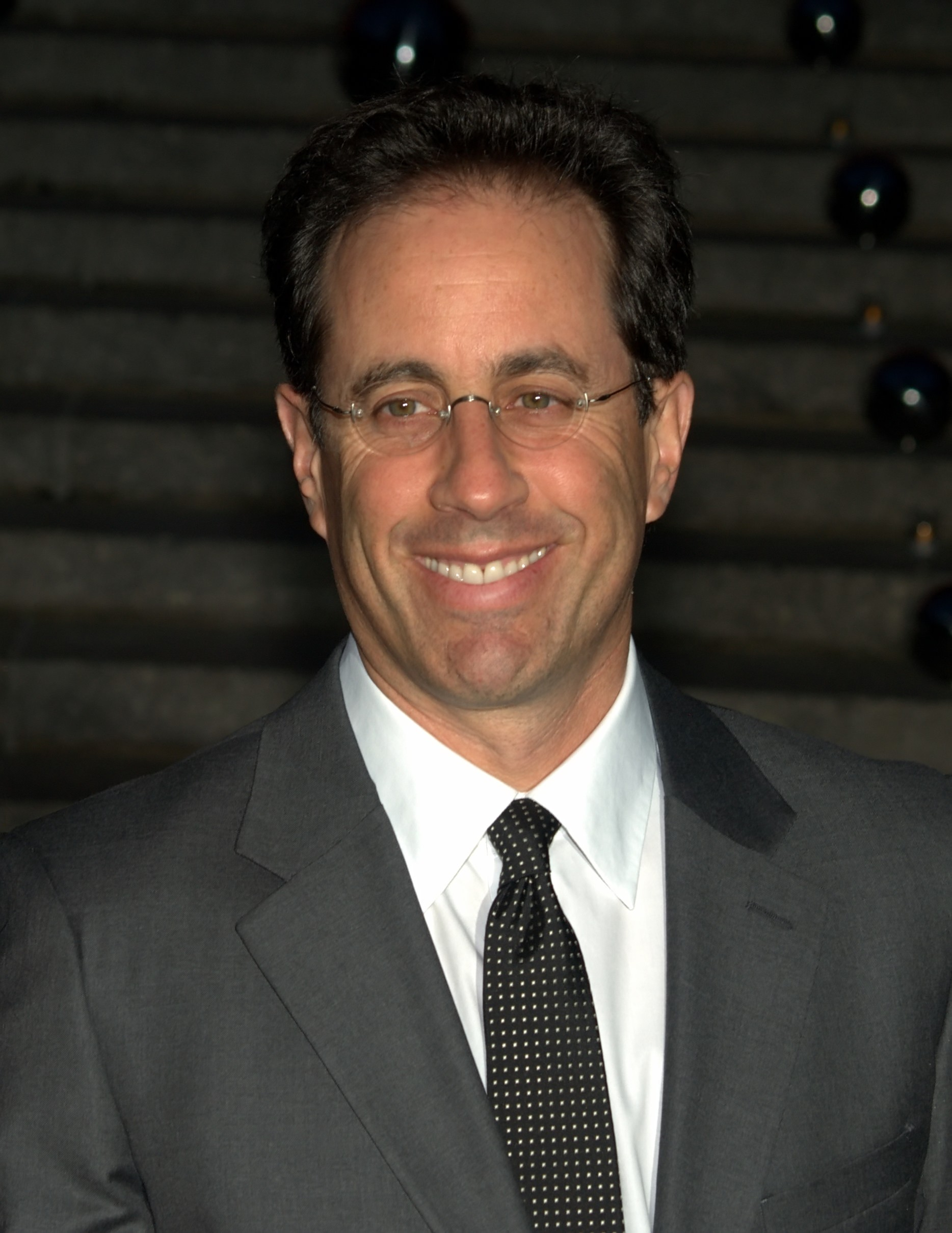
جری ساینفلد — Best Actor in a Television Series, Musical or Comedy winner

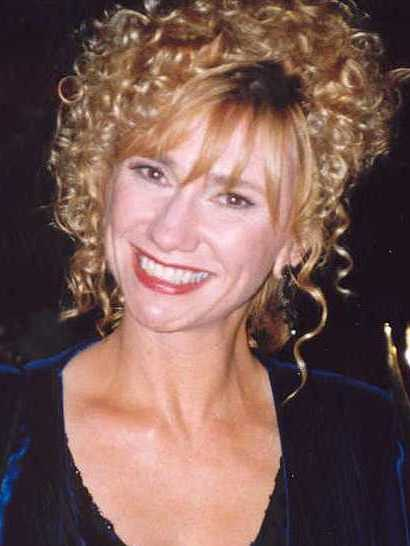
کتی بیکر — Best Actress in a Television Series, Drama winner

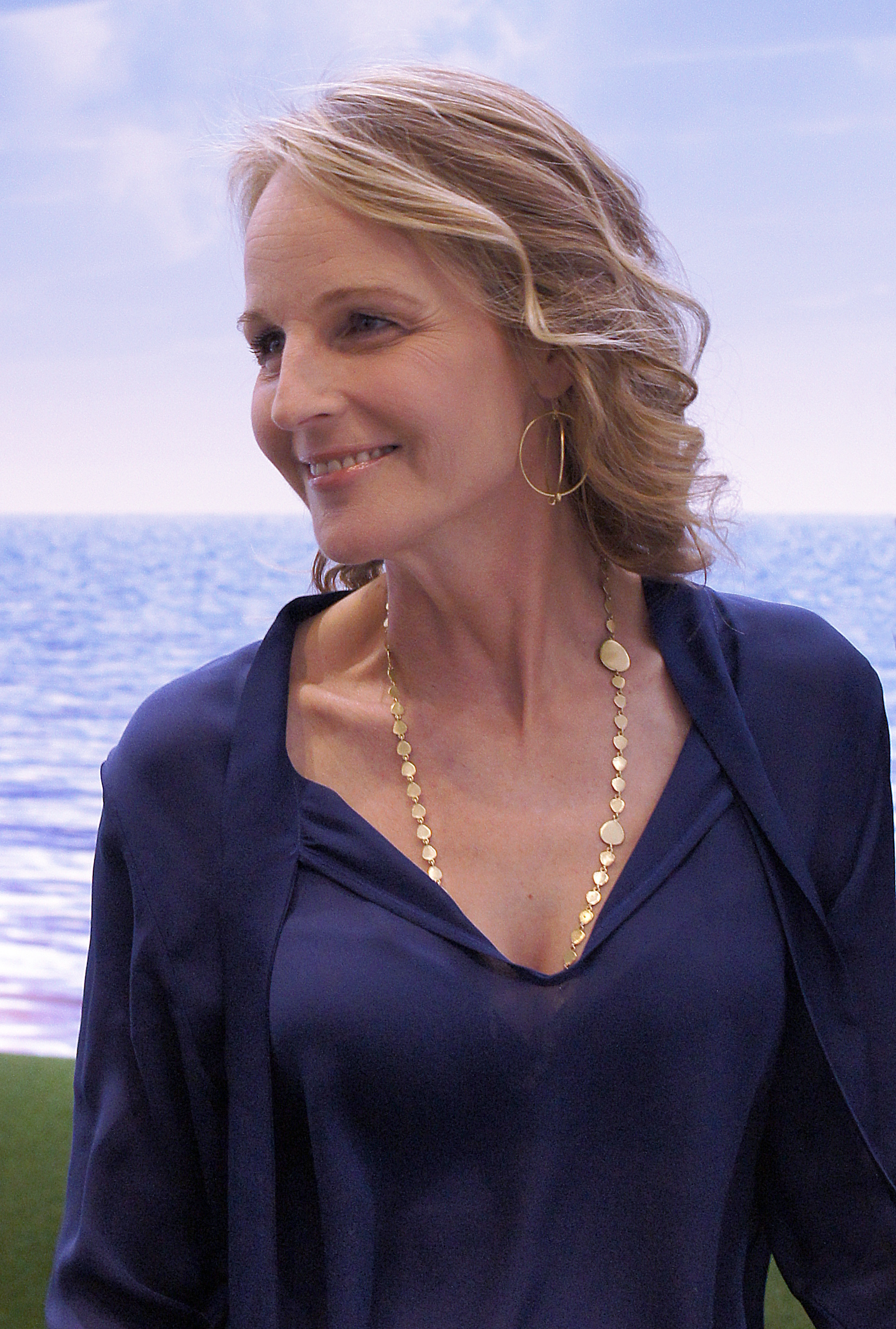
هلن هانت — Best Actress in a Television Series, Musical or Comedy winner

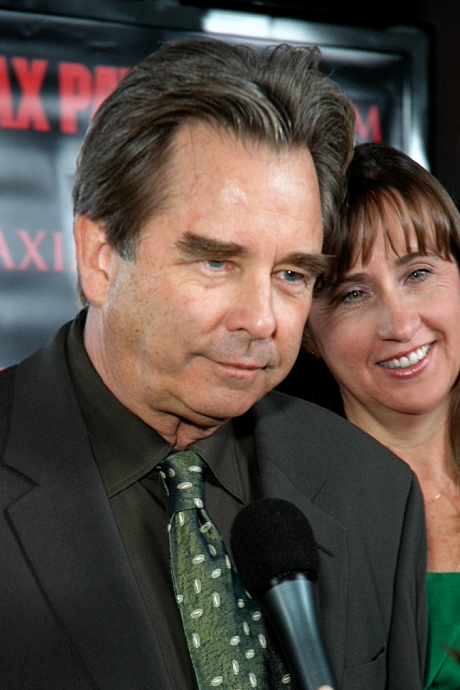
بو بریجز — Best Supporting Actor in a Series, Miniseries or Motion Picture Made for Television winner

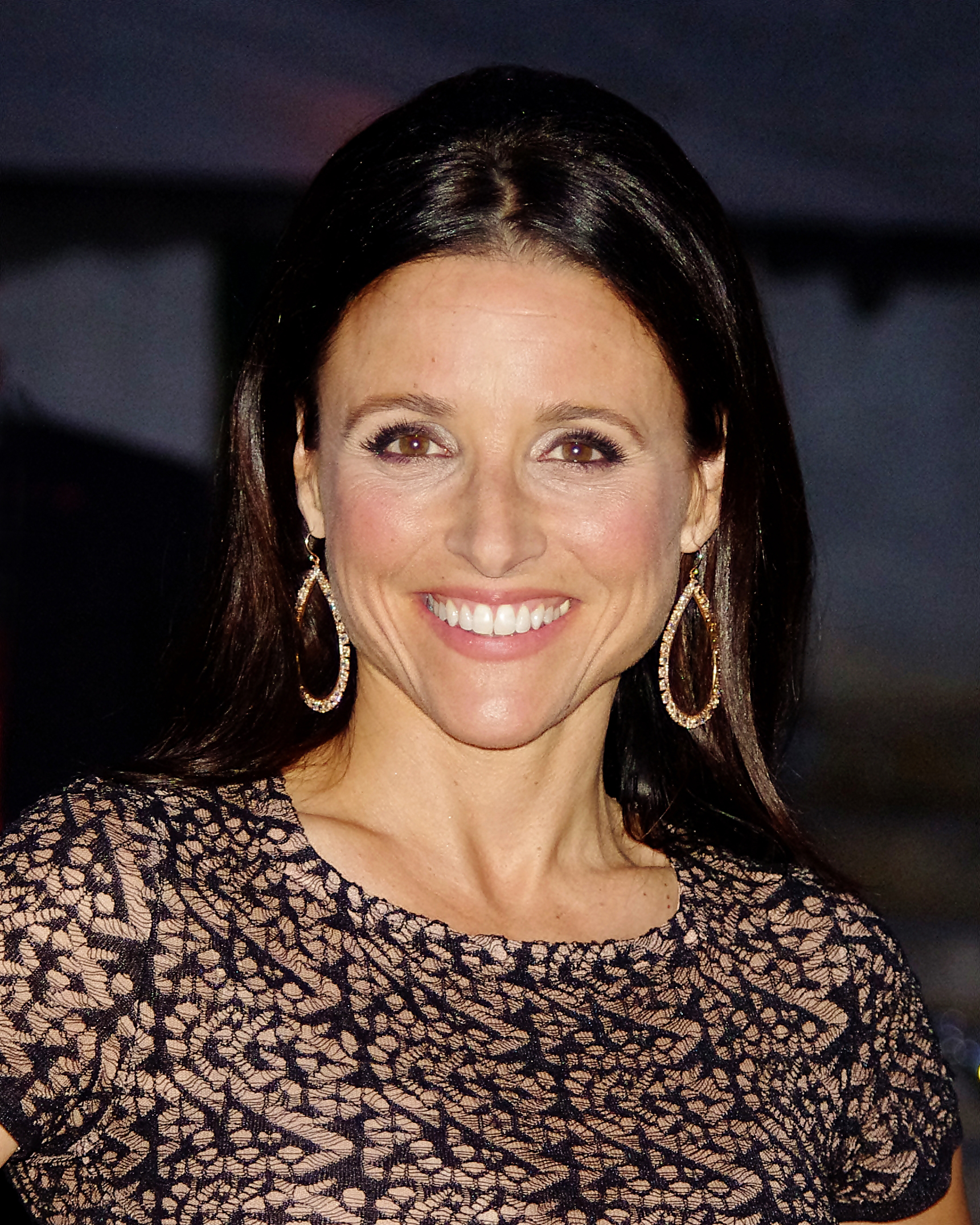
جولیا لوئی درایفوس — Best Supporting Actress in a Series, Miniseries or Motion Picture Made for Television winner

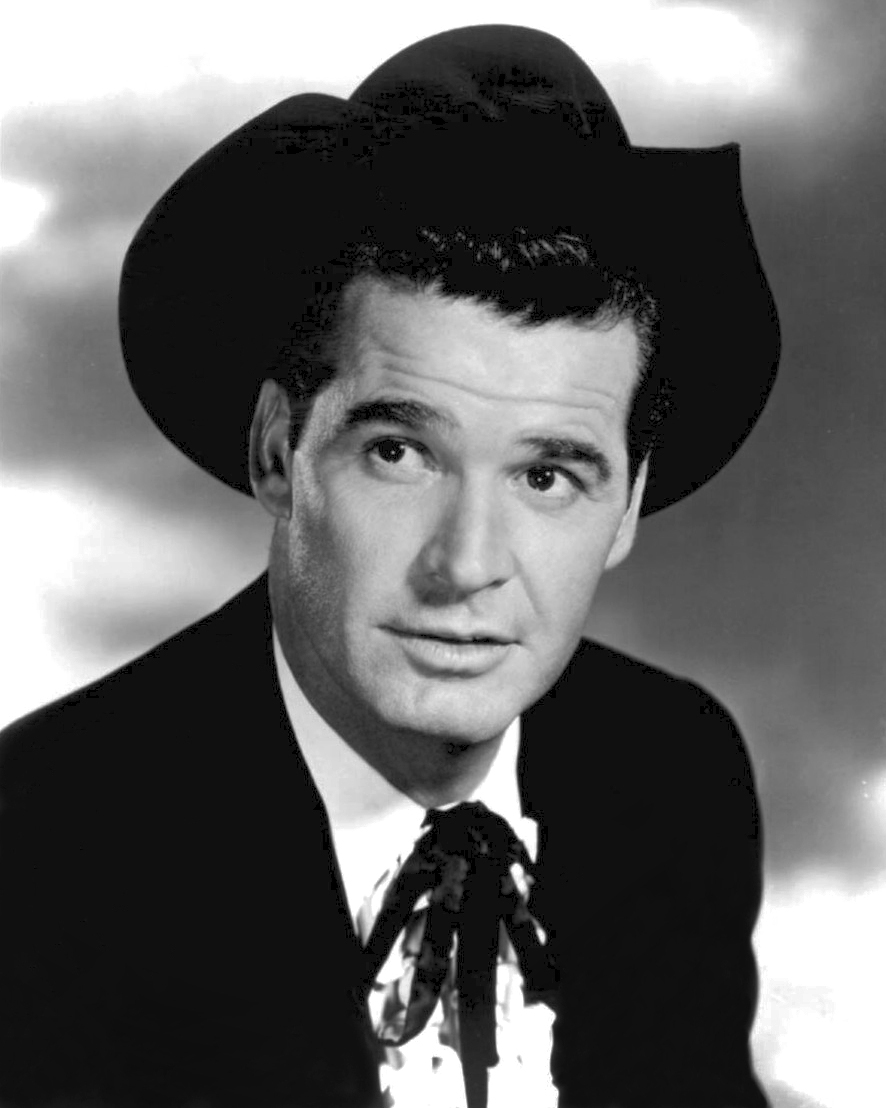
جیمز گارنر — Best Actor in a Miniseries or Television Film winner

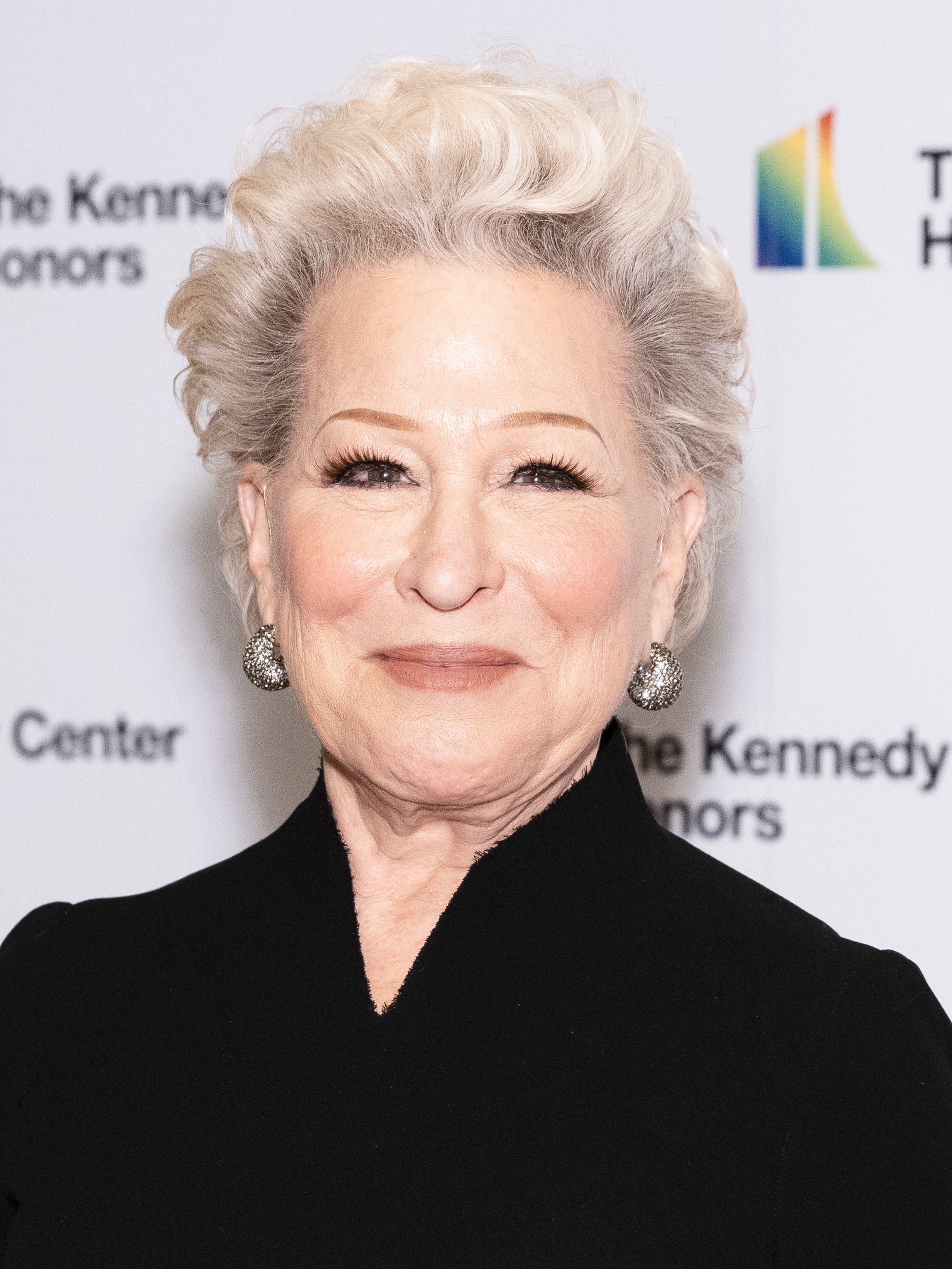
بت میدلر — Best Actress in a Miniseries or Television Film winner

### فیلم سینمایی
| بهترین فیلم | بهترین فیلم |
| جایزه گلدن گلوب بهترین فیلم – درام | جایزه گلدن گلوب بهترین فیلم – موزیکال یا کمدی |
| --- | --- |
| فهرست شیندلر - عصر معصومیت (فیلم ۱۹۹۳) - به نام پدر (فیلم ۱۹۹۳) - پیانو (فیلم) - بازمانده روز (فیلم)                                                                                     | خانم داوت‌فایر - دیو (فیلم ۱۹۹۳) - هیاهوی بسیار برای هیچ (فیلم ۱۹۹۳) - بی‌خواب در سیاتل - استریکتلی بالروم |
| بهترین اجرا در یک Motion Picture – Drama | |
| جایزه گلدن گلوب بهترین بازیگر مرد – فیلم درام | جایزه گلدن گلوب بهترین بازیگر زن – فیلم درام |
| تام هنکس – فیلادلفیا (فیلم) - دنیل دی-لوئیس – به نام پدر (فیلم ۱۹۹۳) - هریسون فورد – فراری (فیلم ۱۹۹۳) - آنتونی هاپکینز – بازمانده روز (فیلم) - لیام نیسون – فهرست شیندلر                | هالی هانتر – پیانو (فیلم) - ژولیت بینوش – سه رنگ: آبی - میشل فایفر – عصر معصومیت (فیلم ۱۹۹۳) - اما تامپسون – بازمانده روز (فیلم) - دبرا وینگر – A Dangerous Woman |
| بهترین اجرا در یک Motion Picture – Musical or Comedy | |
| جایزه گلدن گلوب بهترین بازیگر مرد – فیلم موزیکال یا کمدی | جایزه گلدن گلوب بهترین بازیگر زن – فیلم موزیکال یا کمدی |
| رابین ویلیامز – خانم داوت‌فایر - جانی دپ – بنی و جون - تام هنکس – بی‌خواب در سیاتل - کوین کلاین – دیو (فیلم ۱۹۹۳) - کالم مینی – The Snapper                                                | آنجلا باست – چه ربطی به عشق دارد (فیلم ۱۹۹۳) - استاکرد چنینگ – شش درجه جدایی (فیلم) - آنجلیکا هیوستون – ارزش‌های خانواده آدامز - دایان کیتن – معمای قتل منهتن - مگ رایان – بی‌خواب در سیاتل                                                                             |
| بهترین اجرای مکمل در یک Motion Picture – Drama, Musical or Comedy | |
| جایزه گلدن گلوب بهترین بازیگر نقش مکمل مرد | جایزه گلدن گلوب بهترین بازیگر نقش مکمل زن |
| تامی لی جونز – فراری (فیلم ۱۹۹۳) - لئوناردو دی‌کاپریو – چه چیزی گیلبرت گریپ را آزار می‌دهد - ریف فاینز – فهرست شیندلر - جان مالکوویچ – در خط آتش - شان پن – راه کارلیتو                    | وینونا رایدر – عصر معصومیت (فیلم ۱۹۹۳) - پنه‌لوپه آن میلر – راه کارلیتو - رزی پرز – بی‌باک (فیلم ۱۹۹۳) - آنا پاکوین – پیانو (فیلم) - اما تامپسون – به نام پدر (فیلم ۱۹۹۳)                                                                                               |
| جایزه گلدن گلوب بهترین کارگردانی | جایزه گلدن گلوب بهترین فیلم‌نامه |
| استیون اسپیلبرگ – فهرست شیندلر - جین کمپیون – پیانو (فیلم) - اندرو دیویس (کارگردان) – فراری (فیلم ۱۹۹۳) - جیمز آیووری – بازمانده روز (فیلم) - مارتین اسکورسیزی – عصر معصومیت (فیلم ۱۹۹۳) | فهرست شیندلر – استیون زایلیان - فیلادلفیا (فیلم) – ران نیسوانر - پیانو (فیلم) – جین کمپیون - بازمانده روز (فیلم) – روث پراور جابوالا - برش‌های کوتاه – رابرت آلتمن and Frank Barhydt                                                                                   |
| جایزه گلدن گلوب بهترین موسیقی | جایزه گلدن گلوب بهترین ترانه غیراقتباسی |
| Heaven & Earth – کیتارو - Three Colors: Blue – زبیگنیف پرایزنر - The Nightmare Before Christmas – دنی الفمن - پیانو (موسیقی متن) – مایکل نایمن - Schindler's List – جان ویلیامز          | "Streets of Philadelphia" performed by بروس اسپرینگستین – فیلادلفیا (فیلم) - "Again" – Poetic Justice - "The Day I Fall in Love" – بتهوون، قسمت دوم - "Stay (Faraway, So Close!)" – خیلی دور، خیلی نزدیک (فیلم ۱۹۹۳) - "Thief of Your Heart" – به نام پدر (فیلم ۱۹۹۳) |
| جایزه گلدن گلوب بهترین فیلم غیر انگلیسی‌زبان | |
| بدرود همخوابه من (فیلم) • هنگ کنگ - گریز کودک بی‌گناه • ایتالیا - عدالت (فیلم ۱۹۹۳) • آلمان - سه رنگ: آبی • فرانسه - ضیافت عروسی • تایوان                                                 | |

The following films received multiple nominations:
| Nominations | Title                   |
| ----------- | ----------------------- |
| ۶           | پیانو (فیلم)            |
| ۶           | فهرست شیندلر            |
| ۵           | بازمانده روز (فیلم)     |
| ۴           | عصر معصومیت (فیلم ۱۹۹۳) |
| ۳           | فراری (فیلم ۱۹۹۳)       |
| ۳           | به نام پدر (فیلم ۱۹۹۳)  |
| ۳           | فیلادلفیا (فیلم)        |
| ۳           | بی‌خواب در سیاتل         |
| ۳           | سه رنگ: آبی             |
| ۲           | دیو (فیلم ۱۹۹۳)         |
| ۲           | خانم داوت‌فایر           |

The following films received multiple wins:
| Wins | Film             |
| ---- | ---------------- |
| ۳    | Schindler's List |
| ۲    | Philadelphia     |
| ۲    | Mrs. Doubtfire   |

### Television
| Best Television Series | Best Television Series |
| Best Series – Drama | Best Series – Comedy or Musical |
| --- | --- |
| NYPD Blue - پزشک دهکده - نظم و قانون - Northern Exposure - حصار چوبی - The Young Indiana Jones Chronicles                                                                                                  | ساینفلد - Coach - فریژر - بهبود خانه (مجموعه تلویزیونی) - روزان |
| Best Lead Actor in a Television Series | |
| Best Actor – Drama Series | Best Actor – Comedy or Musical Series |
| دیوید کاروسو – NYPD Blue - مایکل موریارتی – نظم و قانون - راب مورو – Northern Exposure - کرول اوکانر – In the Heat of the Night - تام اسکریت – حصار چوبی                                                   | جری ساینفلد – ساینفلد - تیم آلن – بهبود خانه (مجموعه تلویزیونی) - کلسی گرمر – فریژر - کریگ تی. نلسن – Coach - ویل اسمیت – The Fresh Prince of Bel-Air |
| Best Lead Actress in a Television Series | |
| Best Actress – Drama Series | Best Actress – Comedy or Musical Series |
| کتی بیکر – حصار چوبی - هتر لاکلیر – Melrose Place - جین سیمور (بازیگر) – پزشک دهکده - جنین ترنر – Northern Exposure - سلا وارد – Sisters                                                                   | هلن هانت – Mad About You - کندیس برگن – مورفی براون - پاتریشا ریچاردسون – بهبود خانه (مجموعه تلویزیونی) - روزان بار – روزان - کیتی سیگال – متأهل… بچه‌دار |
| Best Supporting Performance – Series, Miniseries or Television Film | |
| Best Supporting Actor – Series, Miniseries or Television Film | Best Supporting Actress – Series, Miniseries or Television Movie |
| بو بریجز – The Positively True Adventures of the Alleged Texas Cheerleader-Murdering Mom - جیسن الکساندر – ساینفلد - دنیس فرانز – NYPD Blue - جانی ماهونی – فریژر - جاناتان پرایس – Barbarians at the Gate | جولیا لوئی درایفوس – ساینفلد - آن مارگرت – ملکه الکس هیلی - سینتیا گیب – Gypsy - Cecilia Peck – The Portrait - تریسا سالدانا – The Commish |
| Best Actor – Miniseries or Television Film | Best Actress – Miniseries or Television Film |
| جیمز گارنر – Barbarians at the Gate - پیتر فالک – Columbo: It's All in the Game - جک لمون – A Life in the Theatre - متیو موداین – And the Band Played On - پیتر اشتراوس – Men Don't Tell                   | بت میدلر – Gypsy - هلنا بونهام کارتر – Fatal Deception: Mrs. Lee Harvey Oswald - فی داناوی – Columbo: It's All in the Game - هالی هانتر – The Positively True Adventures of the Alleged Texas Cheerleader-Murdering Mom - آنجلیکا هیوستون – Family Pictures |
| Best Miniseries or Television Film | |
| Barbarians at the Gate - And the Band Played On - Columbo: It's All in the Game - Gypsy - Heidi | |

The following programs received multiple nominations:
| Nominations | Title                                                                         |
| ----------- | ----------------------------------------------------------------------------- |
| ۴           | ساینفلد                                                                       |
| ۳           | Barbarians at the Gate                                                        |
| ۳           | ستوان کلمبو                                                                   |
| ۳           | فریژر                                                                         |
| ۳           | Gypsy                                                                         |
| ۳           | بهبود خانه (مجموعه تلویزیونی)                                                 |
| ۳           | Northern Exposure                                                             |
| ۳           | NYPD Blue                                                                     |
| ۲           | Coach                                                                         |
| ۲           | پزشک دهکده                                                                    |
| ۲           | نظم و قانون                                                                   |
| ۲           | حصار چوبی                                                                     |
| ۲           | The Positively True Adventures of the Alleged Texas Cheerleader-Murdering Mom |
| ۲           | روزان                                                                         |

The following films and programs received multiple wins:
| Wins | Series                 |
| ---- | ---------------------- |
| ۳    | Seinfeld               |
| ۲    | NYPD Blue              |
| ۲    | Barbarians at the Gate |

## Ceremony

### Presenters
- آلن آلدا
- کلینت بلک
- پیرس برازنان
- کارول برنت
- کیت کپشا
- تیا کریر
- جوآن چن
- جف کاناوی
- جان کوربت (هنرپیشه)
- تیم دالی
- لورا درن
- ویلیام دیون
- مورگان فریمن
- اندی گارسیا
- تری گار
- جف گلدبلوم
- لیسا هارتمن بلک
- چارلتون هستون
- وال کیلمر
- آنجلا لنسبوری
- جولیت لوئیس
- مارلی متلین
- آل پاچینو
- گریگوری پک
- استفانی پاورز
- جیسون پریستلی
- ماکسیمیلیان شل
- کریستین اسلیتر
- وس استودی
- کورتنی تورن-اسمیت
- جنیفر تیلی
- لیندسی واگنر
- رابرت واگنر
- لزلی ان وارن
- سم واترستون
- الفری وودارد
- ویویان وو
- شان یانگ

## Awards breakdown
The following networks received multiple nominations:
| Nominations | Network                 |
| ----------- | ----------------------- |
| ۱۶          | شرکت پخش رسانه‌ای آمریکا |
| ۱۴          | سی‌بی‌اس                  |
| ۱۳          | ان‌بی‌سی                  |
| ۷           | اچ‌بی‌او                  |
| ۲           | ترنر نتورک              |

The following network received multiple wins:
| Wins | Network |
| ---- | ------- |
| ۳    | NBC     |
| ۲    | ABC     |
| ۲    | HBO     |